# Tom Price (brittisk politiker)
Joseph Thomas "Tom" Price, född 9 oktober 1902 i Pendlebury, död 1 februari 1973 i London, var en brittisk parlamentsledamot för Labour från 1951 fram till sin död. Han representerade valkretsen Westhoughton.